# Mistrzostwa Panamerykańskie w Zapasach 1997
Mistrzostwa rozegrano 21 maja 1997 roku w San Juan  na terenie Pedrin Zorrilla Coliseum.

## Tabela medalowa
|    | Państwo    |    |    |    | Razem: |
| -- | ---------- | -- | -- | -- | ------ |
| 1. | Kuba       | 15 | 0  | 0  | 15     |
| 2. | USA        | 4  | 10 | 8  | 22     |
| 3. | Wenezuela  | 1  | 2  | 6  | 9      |
| 4. | Kanada     | 1  | 2  | 1  | 4      |
| 5. | Meksyk     | 1  | 2  | 1  | 4      |
| 6. | Portoryko  | 0  | 3  | 1  | 4      |
| 7. | Kolumbia   | 0  | 2  | 3  | 5      |
| 8. | Panama     | 0  | 1  | 0  | 1      |
| 9. | Dominikana | 0  | 0  | 1  | 1      |
|    | razem:     | 22 | 22 | 21 | 65     |

## Wyniki

### W stylu klasycznym
| Waga   | złoty               | srebrny           | brązowy           |
| ------ | ------------------- | ----------------- | ----------------- |
| 54 kg  | Lázaro Rivas        | Broderick Lee     | Mauricio Vélez    |
| 58 kg  | Luis Sarmiento      | Jim Gruenwald     | Armando Fernández |
| 63 kg  | Juan Luis Marén     | Kevin Bracken     | Winston Santos    |
| 69 kg  | Liubal Colás        | Chris Saba        | Yorli Patiño      |
| 76 kg  | Filiberto Ascuy     | Matt Lindland     | Elías Marcano     |
| 85 kg  | Luis Enrique Méndez | José Luis Ayala   | Tod Giles         |
| 97 kg  | Reynaldo Peña       | Arnulfo Hernández | Randy Couture     |
| 125 kg | Héctor Milián       | Rulon Gardner     | Rafael Barreno    |

### W stylu wolnym
| Waga   | złoty                 | srebrny         | brązowy           |
| ------ | --------------------- | --------------- | ----------------- |
| 54 kg  | Alexis Vila           | Eric Albarracin | Ulises Valentín   |
| 58 kg  | Yoendri Albear Ferrer | Juan Castillo   | Dwight Hinson     |
| 63 kg  | Carlos Ortíz          | Scott Schatzman | Edison Hurtado    |
| 69 kg  | Yosvany Sánchez       | Eloy Urbano     | Chris Bono        |
| 76 kg  | Leonardo Díaz         | Manuel García   | Charles Burton    |
| 85 kg  | Ariel Ramos           | Aron Simpson    | Paul McConnell    |
| 97 kg  | Ryan Tobin            | Josué García    | Arnulfo Hernández |
| 125 kg | Alexis Rodríguez      | Adrian Gilmore  | Billy Pierce      |

### W stylu wolnym kobiet
| Waga  | złoty                | srebrny              | brązowy           |
| ----- | -------------------- | -------------------- | ----------------- |
| 46 kg | María Barraza        | Evelin Matias        | Rosemarie Unpingo |
| 51 kg | Wendy Izaguirre      | Erica Jo Sharp       | Vickie Zummo      |
| 56 kg | Stephanie Murata     | Olga Lugo            | Yamileth Valle    |
| 62 kg | Lauren Lamb-Wolfe    | Amanda Patiño        | Eglis Calzadilla  |
| 68 kg | Christine Nordhagen  | Sandra Atsuko Bacher | Xiomara Guevara   |
| 75 kg | Kristie Marano-Davis | Mayra Ocampo         | ----              |